# Eleuthemis buettikoferi
Eleuthemis buettikoferi (tên tiếng Anh: Firebelly) là một loài chuồn chuồn ngô thuộc họ Libellulidae. Đây là loài duy nhất thuộc chi.
Nó được tìm thấy ở Angola, Cameroon, Cộng hòa Trung Phi, Cộng hòa Dân chủ Congo, Bờ Biển Ngà, Guinea Xích Đạo, Gabon, Ghana, Guinea, Liberia, Mozambique, Nigeria, Sierra Leone, Tanzania, Togo, Uganda, Zambia, và Zimbabwe. Các môi trường sống tự nhiên của chúng là các khu rừng ẩm ướt đất thấp nhiệt đới hoặc cận nhiệt đới, vùng đất có cây bụi nhiệt đới hoặc cận nhiệt đới, vùng cây bụi ẩm khu vực nhiệt đới hoặc cận nhiệt đới, và sông.